# 7694 Krasetín
7694 Krasetín là một tiểu hành tinh vành đai chính với chu kỳ quỹ đạo là 1937.9145993 ngày (5.31 năm).
Nó được phát hiện ngày 29 tháng 9 năm 1983.